# Johann Oischinger
Johann Nepomuk Paul Oischinger (né le 13 mai 1817 à Wittmannsberg, mort le 11 décembre 1876 à Munich) est un théologien catholique allemand.

## Biographie
Oischinger étudie la théologie à Munich. Ses professeurs sont Franz von Baader, Joseph Görres, Friedrich Wilhelm Joseph von Schelling, Ignaz von Döllinger, Heinrich Klee (de), Johann Adam Möhler et Franz Xaver Reithmayr (de). En 1841, il est ordonné prêtre à Ratisbonne. Bientôt de retour à Munich, il reste tout au long de sa vie précepteur et journaliste.

## Théologie
Son objectif est de surmonter ce qu'il croit être une scolastique médiévale imparfaite grâce à un nouveau système philosophique et à l'analyse scientifique de la doctrine catholique. Il s'attaque aux enseignements médiévaux dans plusieurs ouvrages, ainsi qu'aux courants contemporains tels que le güntherianisme et la néo-scolastique. Sa critique de Thomas d'Aquin dans Die speculative Theologie des heiligen Thomas von Aquin, des englischen Lehrers, in den Grundsätzen systematisch entwickelt paru en 1858, est l'année suivante mise à l’Index librorum prohibitorum.